# Судан на літніх Олімпійських іграх 1960
Судан брав участь у Літніх Олімпійських іграх 1960 року в Римі уперше. Країну представляло 10 спортсменів у 4 видах спорту, проте жоден із них не завоював медалі.